# HD 156846
HD 156846 är en dubbelstjärna i den mellersta delen av stjärnbilden Ormbäraren belägen en grad SSO om Messier 9. Den har en skenbar magnitud av ca 6,51 och är mycket svagt synlig för blotta ögat där ljusföroreningar ej förekommer. Baserat på parallax enligt Gaia Data Release 2 på ca 20,9 mas, beräknas den befinna sig på ett avstånd på ca 156 ljusår (ca 48 parsek) från solen. Den rör sig närmare solen med en heliocentrisk radialhastighet på ca -69 km/s. och beräknas komma inom ett avstånd av 85 ljusår om ca 476 000 år.

## Egenskaper
Primärstjärnan HD 156846 A är en gul till vit stjärna i huvudserien av spektralklass G1V. Den absoluta visuella magnituden för stjärnan är 1,13 magnitud över huvudserien, vilket anger att den har utvecklats något utanför huvudserien. Den har en massa som är ca 1,4 solmassor, en radie som är ca 2,1 solradier och har ca 5 gånger solens utstrålning av energi från dess fotosfär vid en effektiv temperatur av ca 6 000 K.
Följeslagaren HD 156846 B med magnituden 14,4, upptäcktes av den amerikanske astronomen Robert Grant Aitken 1910. Den ligger med en vinkelseparation av 5,1 bågsekunder från primärstjärnan motsvarande en beräknad separation av 250 AE. Den är en röd dvärg med spektralklass av M4 V och har en massa av uppskattningsvis 59 procent av solens massa.

## Planetsystem
Den 26 oktober 2007 hittade Tamuz, med hjälp av metoden för mätning av radiell hastighet, en exoplanet, HD 156846 b, som kretsar kring primärstjärnan. Den har en omloppsperiod av 0,98 år och en stor excentricitet på 0,85. Den uppskattade massan av objektet är minst 10,6 gånger Jupiters massa. Om den följde samma bana inom solsystemet, skulle den ha en perihelion inom Merkurius omloppsbana och en aphelion utanför Mars omloppsbana.
| Planet | Massa          | Halv storaxel (AE) | Siderisk omloppstid (d) | Excentricitet     | Inklination | Radie |
| ------ | -------------- | ------------------ | ----------------------- | ----------------- | ----------- | ----- |
| b      | ≥ 10 ± 0,29 MJ | 1,096 ± 0,021      | 359,5546 ± 0,0071       | 0,84785 ± 0,00050 | -           | -     |